# Touchétie

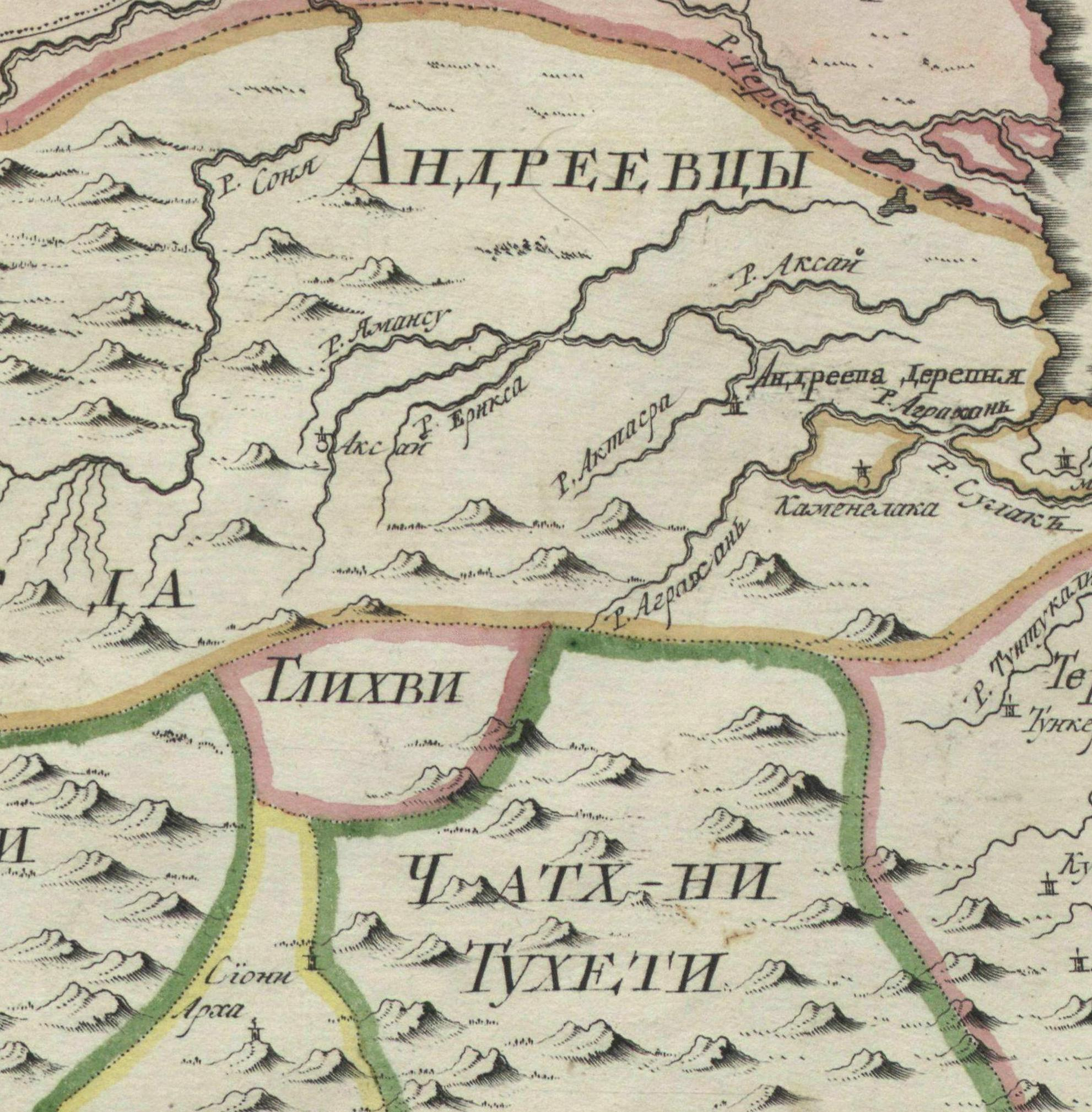
Touchétie sur une carte russe de 1745

La Touchétie (en géorgien : თუშეთი, en anglais : Tusheti) est une région historique de la Géorgie, inscrite au patrimoine mondial de l'UNESCO. Ses habitants sont les Touches.

## Géographie

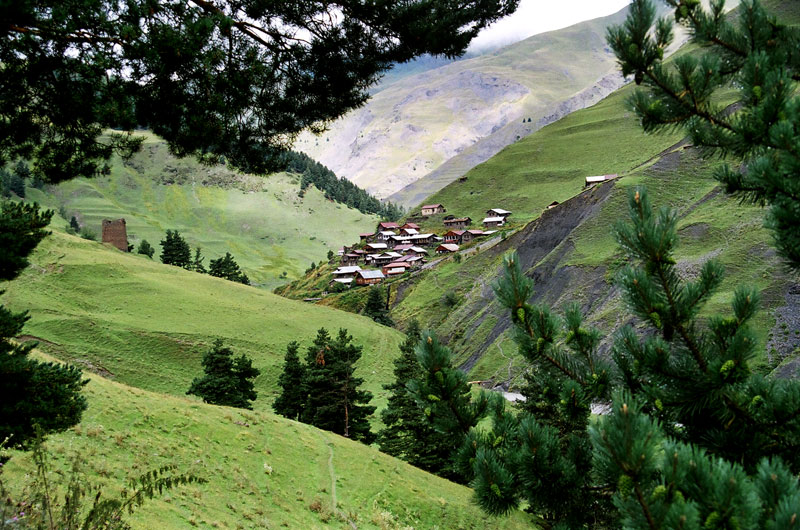
Le village de Djvarboséli en Gométsarie.

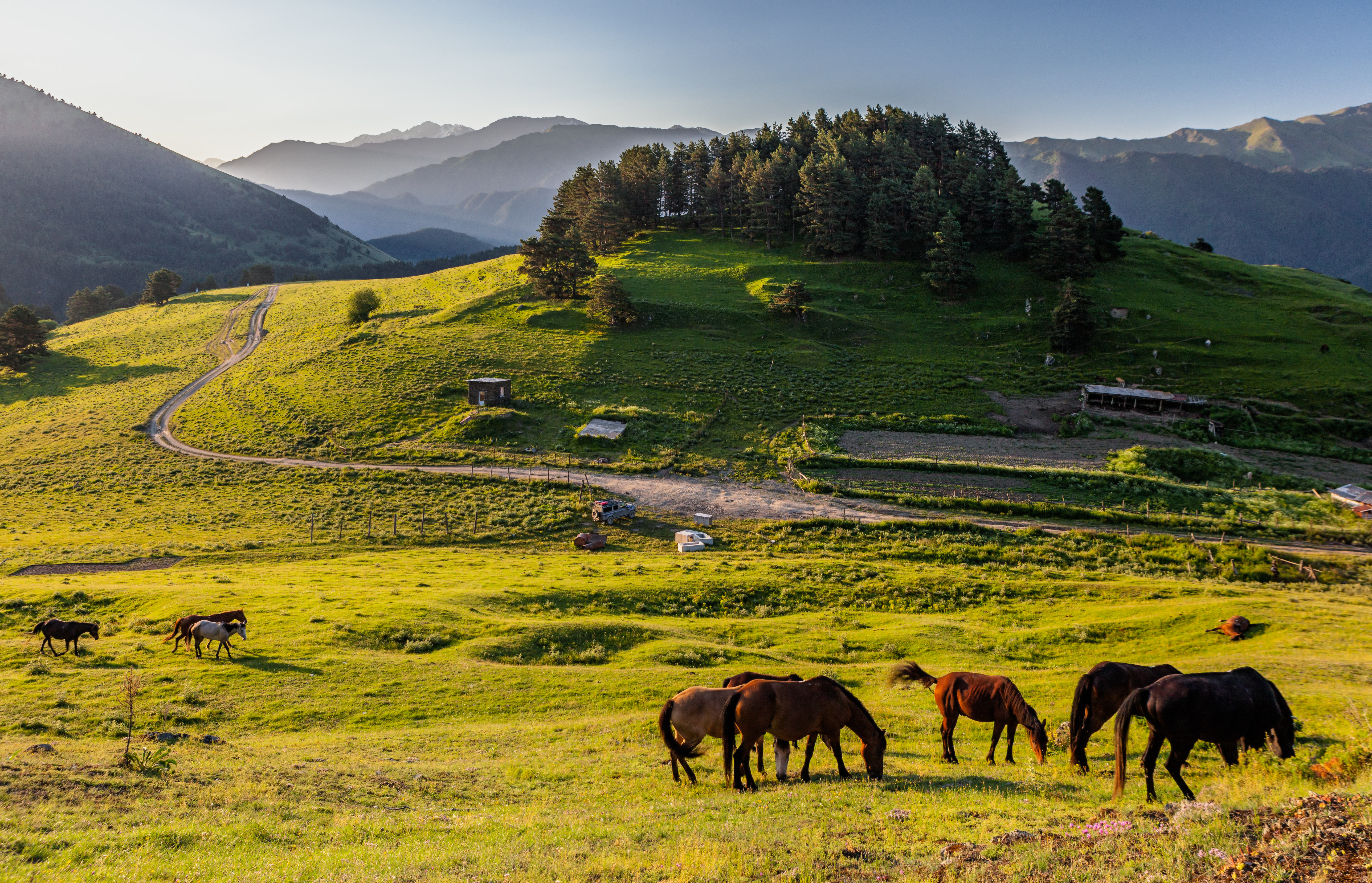
Matinée de juin en Touchétie (2018).

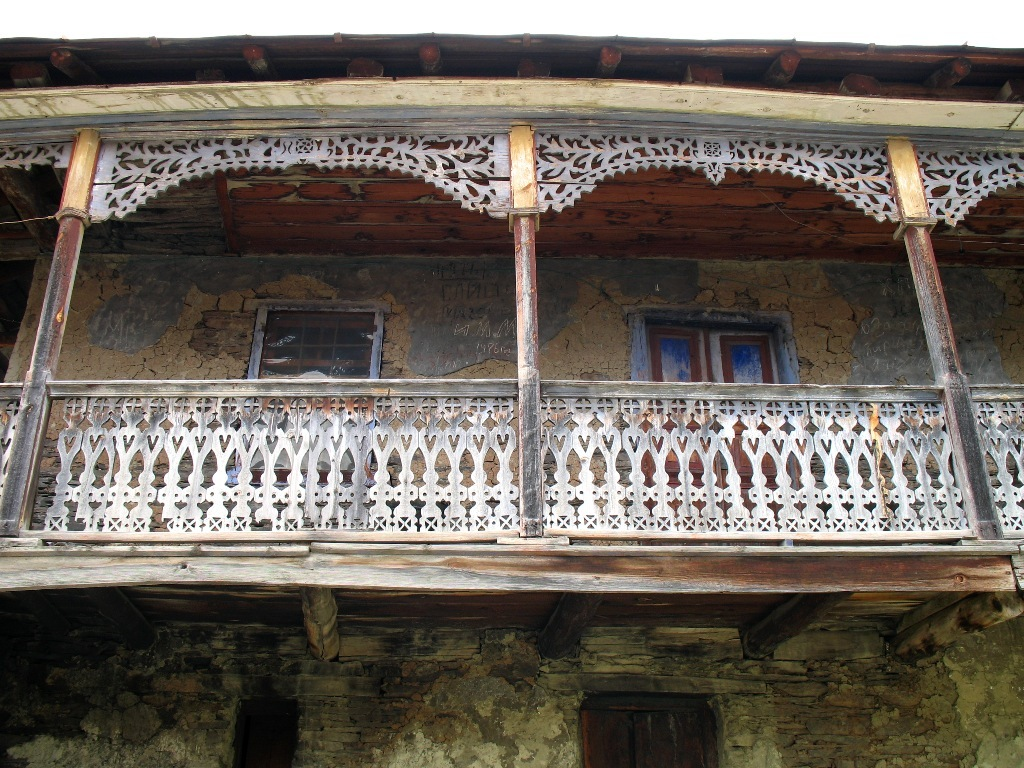
Façade de maison touche.

Historiquement, les Touches formaient quatre communautés distinctes, selon les quatre vallées de la région :
- Au nord, les Pirikites (« de l'autre côté » [des montagnes] en géorgien), vivaient le long de la rivière Pirikiti-Alazani ;
- Au sud, les Gométsars vivaient le long de la rivière Tuchéti-Alazani ;
- À l'est, les Tchagmas habitent le village principal d'Omalo et d'autres villages avoisinants ;
- À l'ouest, la Tsovas ou Touches-Bats occupaient la vallée de la rivière Tsovati-Tskali.

La Touchétie, ainsi que les régions voisines de Khevsourétie et de Pchavie, situées aux confins du nord-est de la Géorgie, sont des régions fortement enclavées dont les routes d'accès ne sont carrossable que par beau temps. Ce sont des véritables sanctuaires naturels et des bastions de l'identité traditionnelle géorgienne où la vie pastorale (basée sur la transhumance) est longtemps restée très importante.
Aux confins du Daghestan, dont elle est séparée par le Grand Caucase, c'est un pays de bergers et une estive. C'est une région encore sans électricité ni téléphone où les villages sont à des heures de marche les uns des autres et accessibles seulement par des chemins muletiers où le cheval reste le principal moyen de déplacement. Même les véhicules tout-terrain ont du mal à desservir la région.
Omalo est le village principal, situé sur un plateau pentu au centre de la région ; il dispose d'un aérodrome et des hélicoptères permettent à des touristes aisés de se déplacer. L'accès routier courant, six mois par an, se fait par Telavi (Kakhétie) et le col d'Abano (en) (2826 m.).

## Histoire

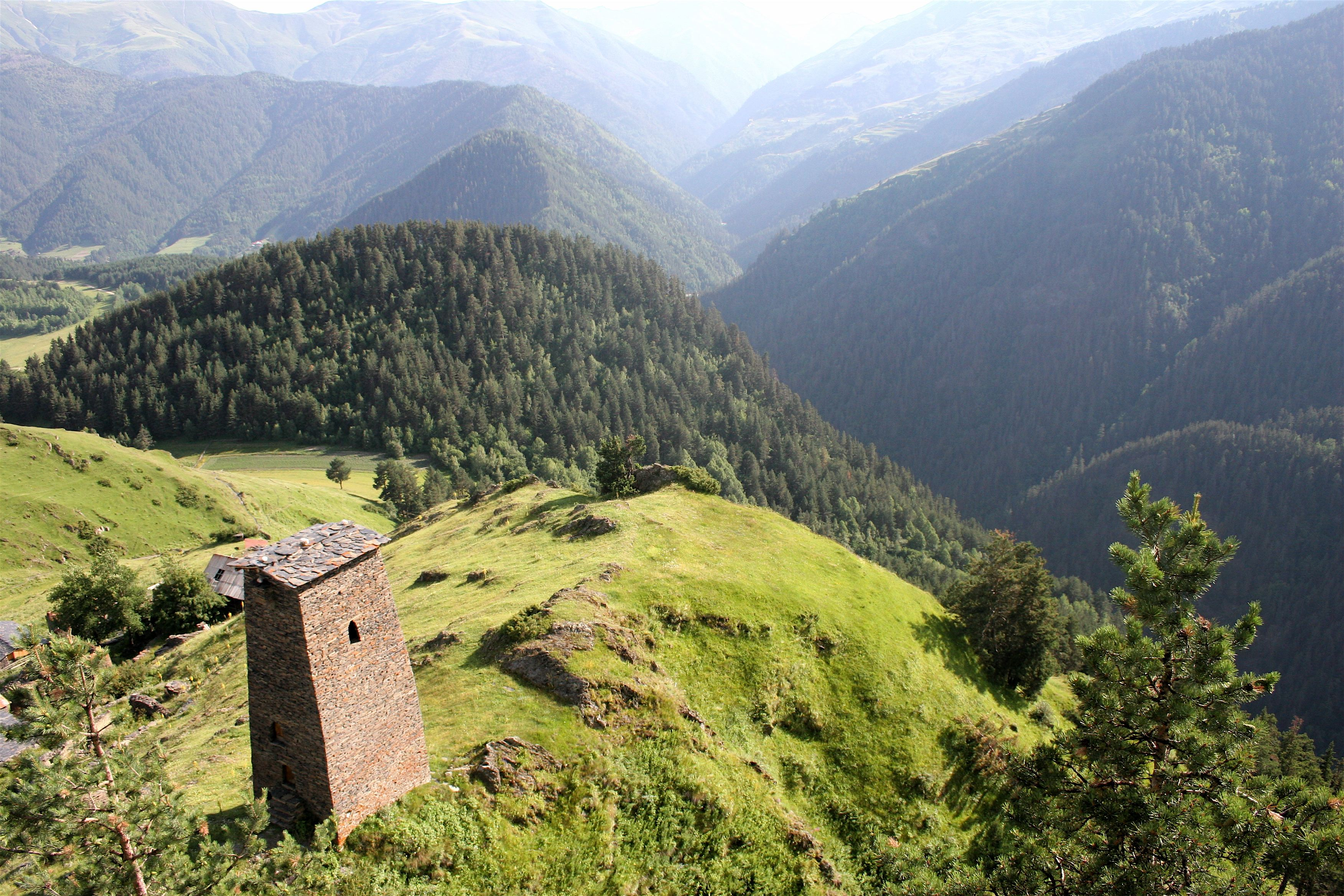
La forteresse de Késélo à Omalo.
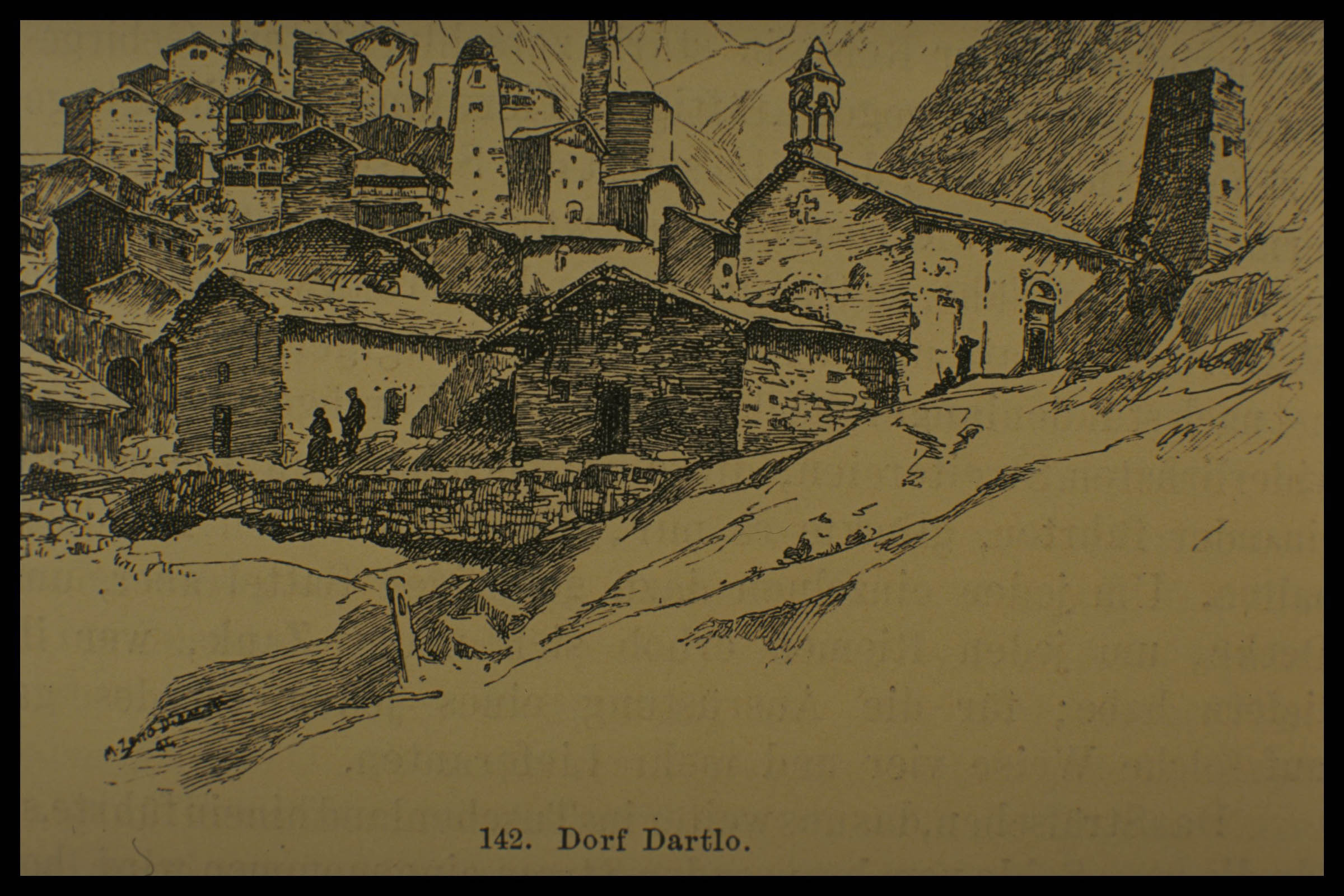
Village de Dartlo (en), gravure allemande de 1901.
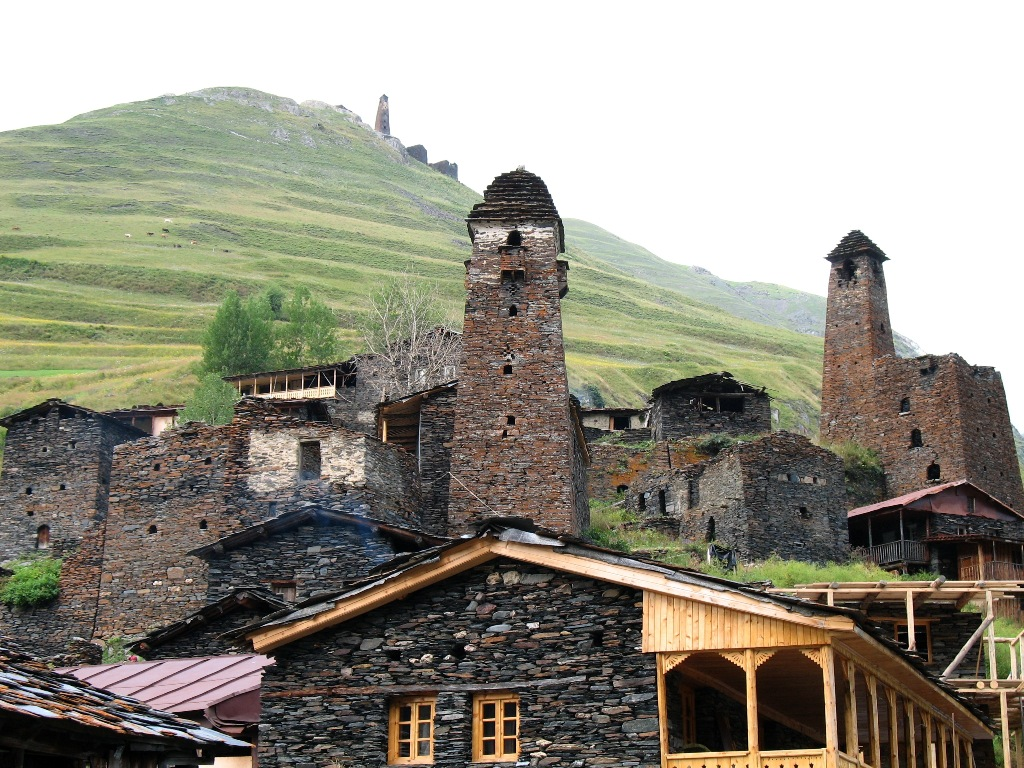
Village de Dartlo en 2007.
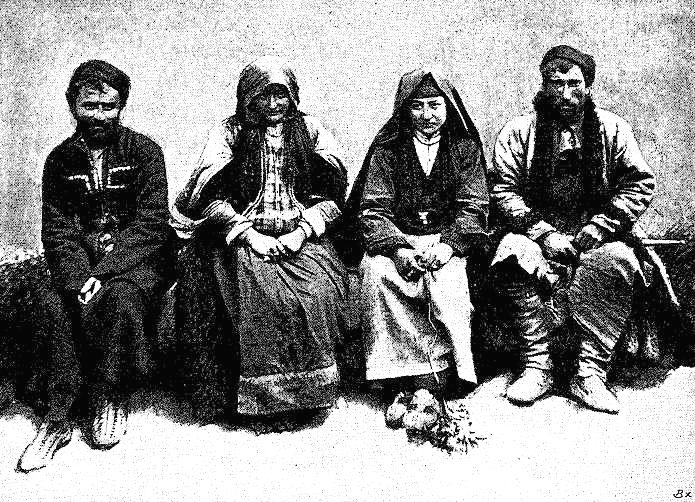
Famille touche photographiée par Gottfried Merzbacher en 1901.
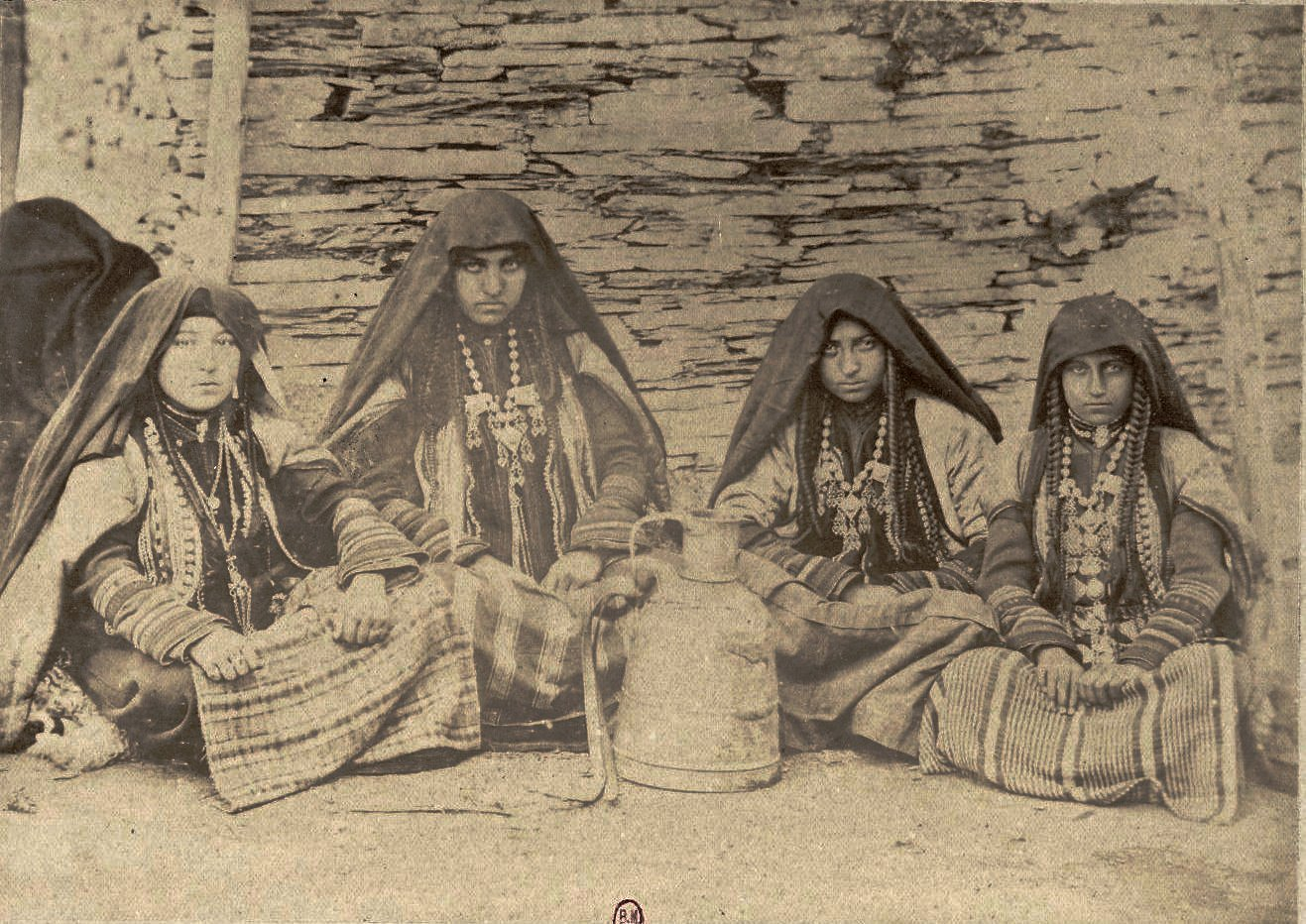
Femmes touches (Barry, 1881).
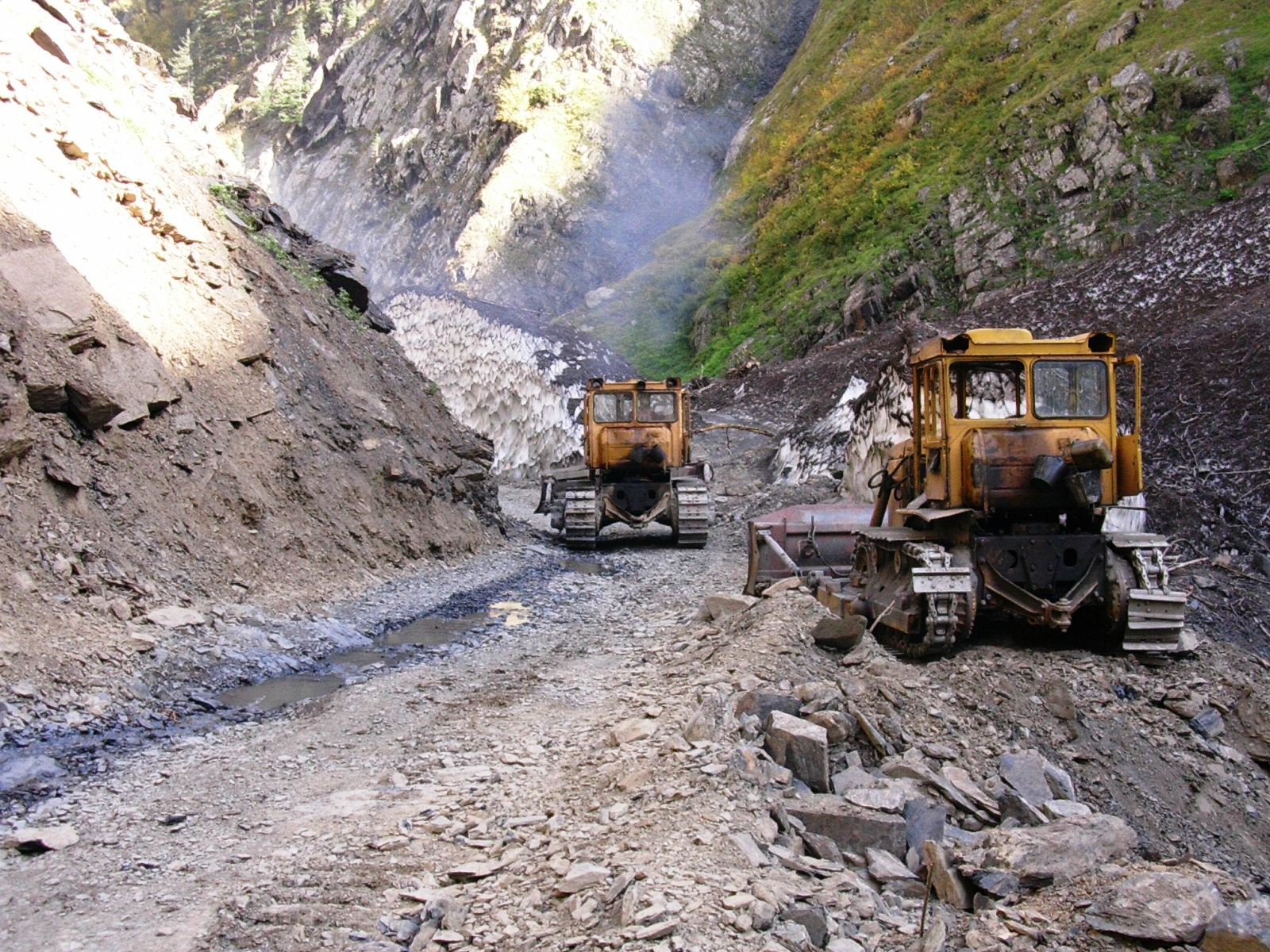
Route au nord du col de Kodja en 2004.
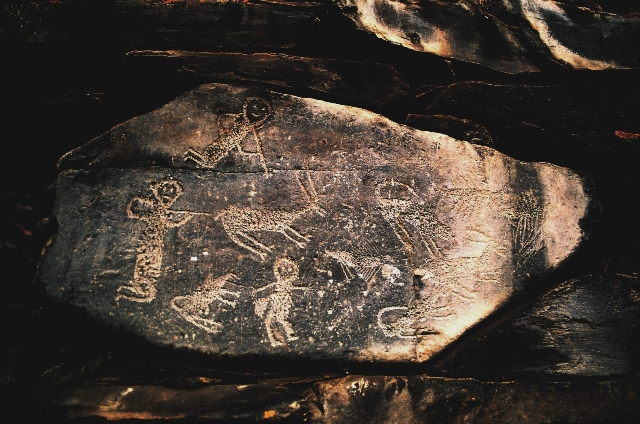
Pétroglyphe à Dartlo.

La pénurie de sources historiques écrites empêche la rédaction d'une histoire fiable de la région. La région serait passée de la mythologie géorgienne au christianisme orthodoxe vers le VIIe siècle.
Après l'invasion soviétique de la Géorgie en 1921, le régime communiste s'implante assez lentement dans les campagnes. L'économie locale est alors fondée sur le pastoralisme, avec une transhumance annuelle entre les alpages et les pâturages d'hiver dans la plaine de Kakhétie : certaines familles aristocratiques, ainsi que les mamasakhlissi (მამასახლისი : seigneurs locaux) possédaient jusqu'à 6 000 moutons, 60 à 70 chevaux, 10 à 15 bovins. Tous se retrouvent dépossédés lors de la collectivisation forcée ordonnée par Staline en 1930 : le commerce de la laine devient un monopole d’État. Cela rencontre de fortes réticences : beaucoup de paysans préfèrent abattre ou laisser mourir leur bétail plutôt que de s'en voir privés au bénéfice des kolkhozes, c'est-à-dire, en pratique, de la nomenklatura. Sur 90 000 moutons, plus de la moitié sont perdus, ainsi que 15 % des bovins. Qualifiés de « koulaks », risquant la déportation, ces paysans réfractaires préfèrent se donner la mort dans leurs montagnes, ou encore former des bandes de brigands. C'est pourquoi la propagande communiste insiste sur l'« action civilisatrice » du régime en Touchétie : les églises sont transformées en écoles, qui visent à éradiquer les superstitions, le clanisme (les principaux clans étaient les Tsovas, les Pirikites, les Gométsars et les Tchagmas) et la vendetta, dans le but de transformer cette région pittoresque en lieu touristique pour les travailleurs de l'ensemble de l'Union soviétique. La race locale du mouton touche, robuste et bien adaptée aux conditions locales, est modifiée par croisement avec le mérinos. Les possessions ne sont pas, comme ailleurs, totalement interdites, mais sont limitées à 0,25 ha, 40 moutons, un cheval et deux vaches laitières par famille, tout le reste allant au kolkhoze. Dans la rudesse du Caucase, ces lots individuels ne permettant pas à une famille de survivre : beaucoup de Touches doivent migrer vers les villes et certains villages sont abandonnés.
Pendant la Seconde Guerre mondiale, l'autorité soviétique se retire et des bandes se forment pour remplacer les agents de l’administration ; le NKVD reprend la région en main en 1946 et déporte une partie des Touches au Kazakhstan. Sous le gouvernement de Nikita Khrouchtchev, les contraintes s'assouplissent : les paysans ont droit à un cheptel de 200 moutons par famille et certains dépassent discrètement le seuil autorisé ; ces contraintes sont levées dans les années 1980.
Le gouvernement de la République socialiste soviétique de Géorgie fait construire la première route carrossable vers la Touchétie dans les années 1960, mais elle est aussitôt détériorée par les glissements de terrain et les crues des rivières.

## Population touche
Les premiers ouvrages et articles ethnographiques et sociologiques sur les Touches – principalement rédigés en géorgien et en russe – sont publiés à partir de la fin du XIXe siècle. Depuis l'époque de la domination iranienne séfévide, le porc et la viande de porc sont ou étaient traditionnellement interdits en Touchétie et dans les proches régions de montagne, pour ne pas s'attirer l'hostilité des clans tchétchènes voisins alors islamisés.

## Abandon de la Touchétie et migration vers la Kakhétie

Troupeaux de moutons en pâturage d'hiver en Kakhétie.

La plaine de Kakhétie, longtemps utilisée comme pâturage d'hiver, devient progressivement une zone de station intermédiaire, à mi-parcours de la transhumance entre les alpages et la plaine de Gourdjaani. Au milieu du XIXe siècle, une partie de la population touche commence à s'y installer l'hiver, n'occupant ses villages de Touchétie qu'en été. Les premiers sont les Tsovas, qui possédaient les troupeaux les plus importants pour le territoire le plus exigu. Ils sont à l'origine de la création du village de Zémo Alvani. À leur suite viennent les Pirikites. Le village de Kvemo Alvani a été créé ultérieurement par les Gométsars, ainsi que les Tchagmas dont une partie vit également dans le village de Lalisq'uri.

### Filmographie
- Julia	Finkernagel, Géorgie : les vallées secrètes de Touchétie, documentaire, 2018, Allemagne